# Fidel del Villar
Fidel del Villar, mer känd under artistnamnen Baby Extreme och Demonio del Aire, född 12 januari 1997 i Guadalupe, Nuevo León, är en mexikansk fribrottare. Sedan 2021 brottas han i Lucha Libre AAA Worldwide och är även ett större namn på den oberoende scenen.
del Villar debuterade 2015 på den oberoende scenen i Monterrey under namnet Baby Extreme, då under mask, enligt traditionerna inom lucha libre. Senare skulle han dock frivilligt komma att ta av sig masken (detta sker normalt genom förlust av en maskmatch) för att utveckla sin andra karaktär Demonio del Aire.
Sedan 2024 har han bytt pseudonym och karaktär till den maskerade Drago när han brottas i AAA, sedan den brottaren som tidigare var känd under namnet lämnat förbundet.